# Owatonna (Minnesota)
Owatonna – miasto w amerykańskim stanie Minnesota, w Hrabstwie Steele. Leży w południowej części stanu nad rzeką Straight. Założone zostało w 1853 roku. W 2000 roku liczba ludności wynosiła 22 434 mieszkańców. Z miasta Owatonna pochodzi Adam Young, założyciel projektu muzycznego Owl City.